# Септември (стадион, София)
Вижте пояснителната страница за други значения на Септември.
Септември е български стадион, намиращ се в квартал Красна поляна, София. Използва се от футболния отбор на ПФК „Септември“ (София).

## История
Стадион „Септември“ е третият стадион на ФК „Септември“. След създаването си през 1944 г., клубът използва игрището на своя пряк предшественик „Спортклуб“ (София) в днешния кв. Зона Б-5. След 1953 година при реформирането на клуба като ДСО е построено игрище „Септември“ в квартал Разсадника, намиращо се в близост до съвременното 57 СУ. Там отборът играе мачовете си в Б група.
Амбициите на „Септември“ обаче постепенно нарастват като клубът започва да търси класиране в елитната дивизия, цел която на няколко пъти е пропусната в средата на 50-те години. Дружеството търси място за своя нов дом и го намира в близост до предишния си стадион, този път в кв. Красна поляна. Така с отпуснато държавно финансиране е построен стадион „Септември“. Той е открит официално на 18 май 1958 година. Събитието е съпроводено от целодневна празнична спортна програма за зрителите от квартала, включваща приятелски мач между юношите на „Септември“ и „Левски“ (София). Кулминацията на празненствата обаче е приятелската среща между представителните отбори на „Септември“ и унгарския „Вашаш“, завършила 2:2.
При откриването си стадионът разполага с 25 000 зрителски места. Наред с големия футболен терен базата обхваща зали за баскетбол и волейбол, тенис-кортове, съоръжения за лека атлетика и т.н. В периода на обединението на „септемврийци“ с ЦСКА (1969 – 1988) на него се провеждат основно приятелски мачове и срещи от Купата на Съветската армия. Между 1981 и 1984 г. на този стадион е базиран и играе своите домакински мачове дублиращият отбор ЦСКА „Септемврийски знаме“ II. През сезон 1983/84 той дори участва в Южната Б група, след като печели преди това промоция от Софийска В гр.
След 1988 г. базата отново се използва самостоятелно от „Септември“. В последното десетилетие след 2000 година стадионът е запуснат, поради спорове между държава, община и частни собственици около собствеността на земята, на която е изграден. Тези конфликти пречат на клуба да поддържа стадиона и постепенно той започва да се руши. В резултат на това на него е забранено провеждането на мачове и „Септември“ е принуден да играе на различни стадиони из София – ст. „Васил Левски“, ст. „Академик“, а юношеските формации дори обикалят в околните на София села като Требич. През 2007 г., след изграждането от общината на изкуствено игрище на 57 СУ, „Септември“ започва да играе срещите си от В група и СРГ на този терен.

## Проекти
През 2011 г. българската футболна легенда Христо Стоичков привлича испански инвеститори, които да изградят на мястото на стария терен нов стадион „Септемврийска корона“, проектът обаче не е реализиран.
След придобиването на „Септември“ от ДИТ Груп през 2015 г. е реновиран изцяло старият стадион на „Септември“ до 57 СУ, като клубната школа играе там своите официални срещи. Ремонт на големия стадион „Септември“ към момента не е предвиден. Представителният отбор на „Септември“ провежда мачовете си на тревния терен на ст. „Драгалевци“.